# Ludmilla Schollar
Lyudmila Frantzevna Shollar (en russe : Людми́ла Фра́нцевна Шолла́р ; née le 15 mars 1888 à Saint-Pétersbourg et morte le 10 juillet 1978 à San Francisco) est une danseuse et professeure de danse américaine d'origine russe.

## Biographie
Née Lyudmila Frantzevna Shollar à Saint-Pétersbourg, elle fréquente l'École impériale de théâtre. Elle étudie avec Enrico Cecchetti, Michel Fokine et Klavdia Koulitchevskaïa. Après avoir obtenu son diplôme en 1906, elle rejoint le Ballet Mariinsky. Elle danse avec le ballet jusqu'en 1914, puis de nouveau de 1917 à 1921. Schollar est membre des Ballets Russes de Sergueï Diaghilev de 1909 à 1914 et de 1921 à 1925,,date à laquelle elle est licenciée pour avoir sympathisé avec des danseurs en grève.
Elle apparait dans les rôles principaux des ballets de Fokine tels que Carnaval, Petrouchka et Shéhérazade. Elle danse également dans la première de Jeux de Nijinsky et dans La Belle au bois dormant de Diaghilev.
Pendant la Première Guerre mondiale, elle sert comme infirmière à la Croix-Rouge ; elle est blessée deux fois et reçoit la croix de Saint-George.
En 1921, Schollar épouse le danseur Anatole Vilzak. En 1925, Scholar et Vilzak quittent les Ballets Russes et rejoignent le Teatro Colón en Argentine.
En 1928, elle devient danseuse étoile de la compagnie d'Ida Rubenstein. Elle danse aussi dans la compagnie Karsavina-Vilzak.
En 1936, Vilzak et elle s'installent aux États-Unis. Elle enseigne le ballet à New York de 1935 à 1963, notamment à la School of American Ballet et dans sa propre école entre 1940 et 1946. Elle a entre autres pour élève Alicia Alonso, John Taras, Nora Kaye, Zena Rommett, Todd Bolender (en),...
Scholler et son mari déménagent ensuite à Washington, où ils enseignent à la Washington School of Ballet.
En 1966, ils commencent à enseigner à la San Francisco Ballet School ; elle prend sa retraite en 1977,.
Schollar est décédé à l'âge de 90 ans au Marshall Hale Memorial Hospital de San Francisco .

## Répertoire

### Au théâtre Mariinsky
- 1907 - Actée, Evnika d'Andrey Shcherbatchev, chorégraphie de M. Fokine

### Avec les Ballets russes

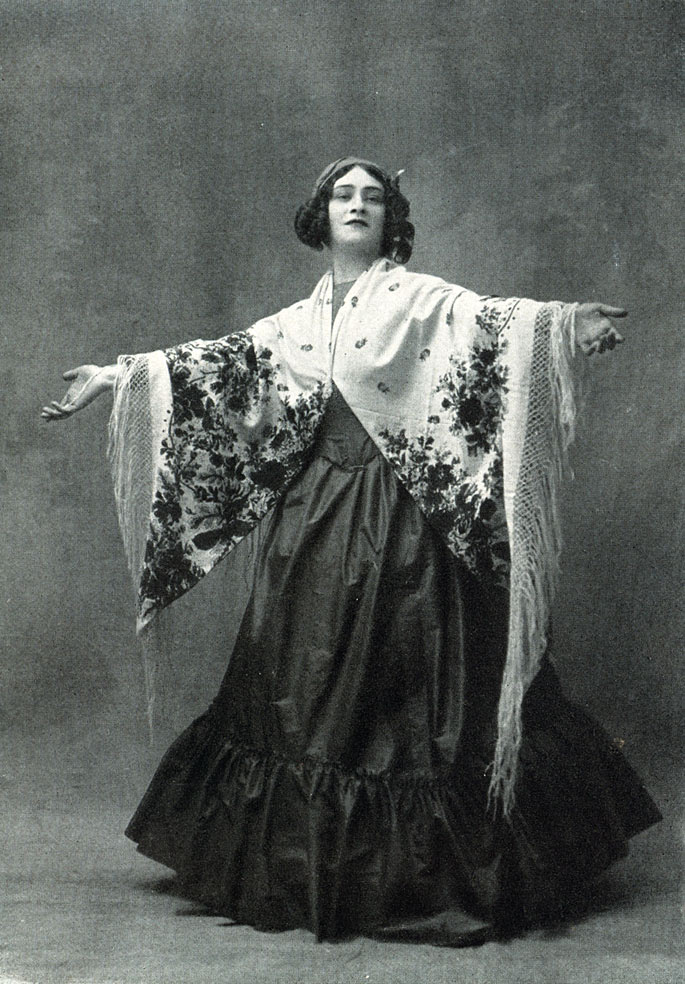
Ludmila Schollar dans le rôle de Bohémienne dans Pétrouchka

- 1909 : Le Grand Pas hongrois de Raymonda musique de Alexandre Glazunov, chorégraphie de Marius Petipa.
- 1910 : Estrella, Carnaval, musique de Schumann , chorégraphie de Fokine, 4 juin à l'opéra de Paris[10].
- 1911 : Une Tzigane, Petrouchka de Stravinsky , chorégraphie de Fokine, création le 13 juin  au théâtre du Chatelet[11],[12].
- 1913 : Une jeune fille, Jeux  de Debussy , chorégraphie de Nijinsky, création le 15 mai au théâtre des Champs-Élysées[6].
- 1914 : Une jeune fille, Papillons sur une musique de Schumann, chorégraphie de Fokine, 14 mai à l'opéra de Paris[13],[14].
- 1914 : Midas sur une musique de Maximilian Steinberg, chorégraphie de Michel Fokine, 2 juin à l'opéra de Paris[15].
- 1921 : La Fée des Lilas, La Belle au bois dormant, musique de Tchaïkovski, chorégraphie de Marius Petipa, première le 2 novembre à l'Alhambra Theatre à Londres[15],[16], puis à l'opéra de Paris[17].
- 1924 : Le Mariage d'Aurore, Londres[15]
- 1924 : Les Fâcheux, musique de Georges Auric, chorégraphie de Bronislava Nijinska, première le 19 janvier au théâtre de Monte-Carlo[15].
- 1924 : Les Noces, reprise.

### Avec la compagnie d'Ida Rubinstein
- 1928 : Le Baiser de la fée, musique Igor Stravinskij, chorégraphie Bronislava Nijinska, première représentation le 27 novembre à l'opéra de Paris[réf. souhaitée].

### Iconographie
- Photographies de Ludmilla Schollar, en tenue de scène, dans Jeux lire en ligne sur Gallica.
- (en) « Ludmilla Shollar and Anatole Vilzak as Columbine and Harlequin in Le Carnaval », sur Trove (consulté le 3 décembre 2021).
- (en) « Valentine Hugo (1887-1968), Jeux, Scene design, 1912. Pastel. George Chaffée Collection. Gift, 1949 », sur library.harvard.edu (consulté le 3 décembre 2021).
- Ludmilla Schollar dans le rôle de Cléopâtre, statuette en bronze de Boris Oscarovich Frödman-Cluzel (ru).